# Saison 1914-1915 des Canadiens de Montréal
Autres saisons
Saison précédente Saison suivante
La saison 1914-1915 de hockey sur glace est la sixième saison que jouent les Canadiens de Montréal. Ils évoluent alors dans l'Association nationale de hockey et finissent à la sixième place du classement.

## Saison régulière

### Classement
|                       | PJ | V  | D  | N | BP  | BC |
| --------------------- | -- | -- | -- | - | --- | -- |
| Sénateurs d'Ottawa    | 20 | 14 | 6  | 0 | 74  | 65 |
| Wanderers de Montréal | 20 | 14 | 6  | 0 | 127 | 82 |
| Bulldogs de Québec    | 20 | 11 | 9  | 0 | 85  | 85 |
| Blueshirts de Toronto | 20 | 8  | 12 | 0 | 66  | 84 |
| Ontarios de Toronto   | 20 | 7  | 13 | 0 | 76  | 96 |
| Canadiens de Montréal | 20 | 6  | 14 | 0 | 65  | 81 |

### Match après match

#### Décembre
| No | Date        | Visiteur              | Score | Domicile      | Fiche |
| -- | ----------- | --------------------- | ----- | ------------- | ----- |
| 1  | 26 décembre | Blueshirts de Toronto | 4 - 3 | Les Canadiens | 0-1-0 |
| 2  | 30 décembre | Bulldogs de Québec    | 8 - 7 | Les Canadiens | 0-2-0 |

#### Janvier
| No | Date       | Visiteur            | Score | Domicile              | Fiche |
| -- | ---------- | ------------------- | ----- | --------------------- | ----- |
| 3  | 2 janvier  | Les Canadiens       | 1 - 4 | Ontarios de Toronto   | 0-3-0 |
| 4  | 6 janvier  | Sénateurs d'Ottawa  | 4 - 2 | Les Canadiens         | 0-4-0 |
| 5  | 9 janvier  | Les Canadiens       | 4 - 5 | Wanderers de Montréal | 0-5-0 |
| 6  | 13 janvier | Les Canadiens       | 2 - 3 | Bulldogs de Québec    | 0-6-0 |
| 7  | 16 janvier | Ontarios de Toronto | 7 - 1 | Les Canadiens         | 0-7-0 |
| 8  | 20 janvier | Les Canadiens       | 1 - 3 | Sénateurs d'Ottawa    | 0-8-0 |
| 9  | 23 janvier | Les Canadiens       | 7 - 2 | Wanderers de Montréal | 1-8-0 |
| 10 | 27 janvier | Les Canadiens       | 1 - 2 | Blueshirts de Toronto | 1-9-0 |
| 11 | 30 janvier | Ontarios de Toronto | 3 - 4 | Les Canadiens         | 2-9-0 |

#### Février
| No | Date       | Visiteur              | Score | Domicile              | Fiche  |
| -- | ---------- | --------------------- | ----- | --------------------- | ------ |
| 12 | 3 février  | Bulldogs de Québec    | 2 - 5 | Les Canadiens         | 3-9-0  |
| 13 | 6 février  | Les Canadiens         | 4 - 3 | Blueshirts de Toronto | 4-9-0  |
| 14 | 10 février | Les Canadiens         | 3 - 6 | Wanderers de Montréal | 4-10-0 |
| 15 | 13 février | Les Canadiens         | 3 - 5 | Sénateurs d'Ottawa    | 4-11-0 |
| 16 | 17 février | Les Canadiens         | 2 - 6 | Bulldogs de Québec    | 4-12-0 |
| 17 | 20 février | Blueshirts de Toronto | 2 - 7 | Les Canadiens         | 5-12-0 |
| 18 | 24 février | Sénateurs d'Ottawa    | 2 - 3 | Les Canadiens         | 6-12-0 |
| 19 | 27 février | Wanderers de Montréal | 7 - 3 | Les Canadiens         | 6-13-0 |

#### Mars
| No | Date   | Visiteur      | Score | Domicile            | Pts    |
| -- | ------ | ------------- | ----- | ------------------- | ------ |
| 20 | 3 mars | Les Canadiens | 2 - 3 | Ontarios de Toronto | 6-14-0 |

## Effectif
- Entraîneur : Jimmy Gardner
- Gardien de but : Georges Vézina
- Joueurs : Marcel Béliveau, Nick Bawlf, Louis Berlinguette, Bert Corbeau, Ernie Dubeau, Jack Fournier, Alphonse Jetté, Jimmy Gardner, Bert Hunt, Newsy Lalonde, Jack Laviolette, Ed Lowrey, Didier Pitre, Harry Scott, Donald Smith, Ed Lowrey